# Clifford Adams
Clifford Adams, właśc. Clifford Alanza Adams Jr. (ur. 8 października 1952 w Trenton, zm. 12 stycznia 2015 tamże) – amerykański puzonista i wokalista jazzowy.

## Życiorys
Pierwszy koncert zagrał w 1970. W 1974 przeprowadził się do Nowego Jorku. Współpracował z wieloma muzykami, do których należą m.in. Sonny Rollins, Sonny Stitt, Art Blakey, Jackie McLean, Clark Terry i Joe Williams. W 1977 przyłączył się do grupy Kool and the Gang, z którą występował aż do śmierci. Wydał dwa solowe albumy The Master Power i I Feel Your Spirit.
Zmarł po długiej chorobie na raka wątroby.

## Albumy solowe
- The Master Power (1998)
- Cliff Notes (2002)
- Love's Gonna Get You (2004)
- I Feel Your Spirit (2006)